# Psy from the Psycho World!
Psy from the Psycho World! è l'album di debutto del rapper sudcoreano Psy, pubblicato l'11 novembre 2001 dalla LNLT Entertainment.

## Tracce
Testi e musiche di PSY, eccetto dove indicato.
1. Intro – 1:50
2. Lady – 3:43
3. 새 – 3:13 (musica: PSY, Robbie van Leeuwen)
4. 끝 – 3:51
5. 나에게 맡겨봐 – 3:20
6. Life – 4:29 (testo: PSY, R.jay, Yota, DM, Y.Kwan, Small)
7. 동거동락 – 3:30
8. Freedom – 3:38 (testo: PSY, Achi)
9. 성냥팔이 소녀 – 3:19
10. No. 1 – 3:22
11. I Love Sex (with Cho PD) – 3:51 (PSY, Cho PD)
12. 쇼킹! 양가집 규수 – 3:08
13. 성공의 어머니 – 3:41
14. 놀아보자 – 3:30
15. 2세의 처 – 3:47 (testo: PSY, R.jay, DM, Y.Kwan, Small)
16. 불륜 – 3:28
17. 계집녀 – 3:30
18. Upskail Phenomenon – 3:28
19. Modern Times – 3:27 (testo: PSY, Achi)
20. Outro – 2:14 (testo: PSY, Yolisa)